# 故障藝術

Michael Betancourt制作的动画示例，展示了出现故障的视频的样子（屏幕测试中的Mae Murray）

故障藝術（英語：Glitch art），是通過破壞數據或物理模擬排列電子設備，將數字或錯誤用於美學的實踐。故障，在视觉艺术的應用，例如Len Lye的电影《A Color Box》 （1935 ）、 白南准的錄像雕塑《TV Magnet》 （1965 ）以及更多当代作品，例如Cory Arcangel的Panasonic TH-42PWD8UK Plasma Screen Burn （2007 ） 。 